# Габріель Гарсія Морено
Габріель Грегоріо Фернандо Хосе Марія Гарсія-і-Морено-і-Моран де Буїтрон (ісп. Gabriel Gregorio Fernando José María García y Moreno y Morán de Buitrón; 24 грудня 1821 — 6 серпня 1875) — еквадорський державний і політичний діяч, двічі президент країни (1859–1865 та 1869–1875). Був обраний і на третій термін, але загинув у результаті замаху. Відомий своєю консервативною політикою, покровительством католицької церкви й боротьбою з лідером лібералів Елоєм Альфаро. Під його керівництвом Еквадор став провідною країною Латинської Америки у галузі науки й освіти. Окрім того, сприяв розвитку економіки та сільського господарства країни, боровся з корупцією та навіть віддавав свою зарплатню на доброчинність.

## Життєпис

### Родина
Народився 1821 року в родині Габріеля Гарсії-і-Гомеса та Марії де лас Мерседес Морено-і-Моран де Буїтрон. Обидва його батьків походили зі шляхетних іспанських родин. Його батько був іспанцем з Сорії та вів свій рід (за жіночими лініями) від герцога Осуна й іспанських морських офіцерів. Мати ж походила з багатої та знатної креольської родини з головного порту Еквадору Ґуаякіля. Її батько, граф Морено, був генерал-губернатором Гватемали, потім він переїхав до Ґуаякіля, де отримав посаду постійного військового губернатора. Також серед родичів Морено були Хуан Ігнасіо Морено-і-Маїсанове, архієпископ Толедо й головний кардинал Іспанії, Теодоро Морено-і-Маїсанове, граф Моренський, суддя верховного суду Іспанії, Хоакін Морено-і-Маїсанове, військовий історик і голова військового королівського трибуналу Іспанії.

### Ранні роки
Гарсія Морено вивчав теологію і право в університеті Кіто. Він готувався до кар'єри священика, тому прийняв постриг та був посвячений у малі чини, однак його найближчі друзі та власні інтереси переконали його, зрештою, обрати світську кар'єру. Закінчивши університет, 1844 року став адвокатом. Вже тоді він мав репутацію пристрасного публіциста, блискучого оратора й палкого якобінця. Він розпочав свою кар'єру як юрист і журналіст (перебував в опозиції до тогочасного ліберального уряду), але був не надто успішним. Гарсія Морено організував невдалий замах на життя президента Хуана Хосе Флореса й після невдачі 1849 на 2 роки вирушив до Європи. Там він вивчав хімію та релігію у Сорбонні. У той період на нього сильно вплинула революція 1848 року. Повторно він відвідав Європу у 1854–1856 роках.

### Політична діяльність
Повернувшись до Еквадору, Гарсія Морено включився до політичного життя в руслі крайнього клерикалізму й відтоді боровся з лібералами з не меншим запалом, ніж колись їх підтримував. У 1850-х роках став ректором Центрального університету й сенатором, а коли спалахнула криза 1859 року, зумів згуртувати й очолити три раніше самостійні провінції. Звідти, разом із тим же Флоресом, на життя якого юнаком чинив замах, Морено виступив проти ліберального уряду Ґуаякіля, завдавши йому рішучої поразки, а слідом за тим змусив перуанців відступити на свою територію. Будучи за переконаннями монархістом (бажав бачити на еквадорському престолі іспанського принца), підкорився обставинам і надав згоду стати президентом. Нова конституція 1861 року остаточно установила владу консервативного режиму Гарсії Морено, який одноосібно правив країною упродовж 15 років (за винятком 1864–1869 років, коли на чолі держави формально перебували його ставленики Херонімо Карріон та Хуан Хав'єр Еспіноса).
1861 року шляхом народного голосування був обраний президентом на чотирирічний термін. Його наступник був усунутий лібералами 1867 року. Але за два роки знову був обраний на пост глави держави, підтвердивши свої повноваження на виборах 1875 року.
Особливу увагу приділяв економіці. Передусім він розвивав зовнішньоторгову діяльність, будівництво шляхів сполучення між узбережжям та глибиною країни, приділяв значну увагу створенню мережі банків, упорядкуванню та збільшенню податкових надходжень до державної казни. За великим рахунком, режиму удалось пов'язати інтереси латифундистів і торгівців узбережжя й решти країни, значно покращити інфраструктуру (особливо транспортні комунікації), модернізувати економіку в цілому.
Морено прийшов до влади в країні з порожньою казною та величезними боргами. Щоб переломити ситуацію він запровадив режим суворої економії та скасував безліч урядових посад, а також приборкав корупцію. Зрештою він домігся більших результатів за менші кошти. Це зміцнило фінансове становище держави та залучило іноземні інвестиції.
Було скасовано рабство, але колишнім рабовласникам держава сплатила повну грошову компенсацію.
Було реформовано армію, офіцерів направляли на навчання до Пруссії, а неграмотних новобранців навчали основам писемності.
Були зачинені публічні будинки, а в основних містах відкрито лікарні. Будувались залізниці й шосе, розширювалась телеграфна мережа, розвивалась пошта й іригація. Вулиці міст стали мощеними, велась боротьба зі злочинністю. Було розширено виборче право й гарантовано рівність усіх еквадорців перед законом.
У соціальній сфері найбільшу активність режим Гарсії Морено виявив у галузі освіти, яку розглядав з точки зору підготовки кадрів для потреб капіталістичного розвитку країни. Зокрема, за допомогою спеціальних декретів 1869 та 1871 років він централізував управління шкіл, переглянув навчальні плани, запровадив більш суворі вимоги до складання іспитів на всіх рівнях. З метою викорінення неграмотності й поширення обов'язкової початкової освіти для всіх дітей індіанців Гарсія Морено створив нормальний коледж, де серед корінних жителів готувались сільські вчителі, видав декрет, що звільняв від допоміжних робіт (форми примусової праці для індіанців) батьків тих дітей, які відвідували школу. Разом за 8 років, з 1867 до 1875, кількість тих, хто навчається, у країні зросла з 13,5 до 32 тисяч осіб. Морено активно просував ідеї загальної писемності й освіти, що базувались на французькій моделі.
Гарсія Морено заснував два політехнічних і один сільськогосподарський коледж, військове училище. Кількість початкових шкіл збільшилась з 200 до 500. Щоправда, він вважав корисною лише технічну та спеціальну освіту та з метою її розвитку створив мережу середніх спеціальних шкіл, політехнічних інститутів, музичних, художніх училищ тощо. У Кіто було засновано астрономічну обсерваторію, оснащену найкращим на той час обладнанням у Південній Америці. Утім, сприяючи з одного боку розширенню підготовки кваліфікованих робочих рук, Гарсія Морено, з іншого боку, згортав у країні гуманітарну освіту, замінюючи її на жорстку аристократичну та клерикальну ідеологію. Він потребував грамотну і кваліфіковану та водночас пасивну і слухняну робочу силу. В такій однобічній підготовці незамінну допомогу режиму надавала католицька церква, а також іспанські, французькі й німецькі єзуїти.
Хоч політичне життя того часу було надзвичайно заплутаним і неоднозначним, його обрання на другий термін, очевидно, вказує на підтримку з боку народу й церкви.
З іншого боку диктатура Гарсії Морено жорстоко розправлялась зі своїми противниками, придушувала виступи трудящих, зокрема індіанців. Найбільше таке повстання відбулось 1871 року у провінції Чимборасо, під час якого індіанці намагались покінчити зі зловживаннями поміщиків і тяжкими податками, встановленими урядом. Як і багато інших, те повстання було жорстоко придушено консервативним режимом. Ватажок повстання Франсіско Дакілема, схоплений владою, був засуджений військовим трибуналом до страти й розстріляний.
26 вересня 1862 року Гарсія Морено уклав конкордат із Ватиканом, що надавав католицькій церкві величезну владу в країні, до казни Ватикану щороку надходило 10% державного прибутку. Конкордат, зокрема, проголошував католицизм офіційною та єдиною релігією Еквадору, віддавав до рук єзуїтів систему освіту, в тому числі право засуджувати вчителів і забороняти книги, надавав свободу пересування іноземним релігійним громадам, а церкві — право купувати власність.

### Убивство
Ліберали ненавиділи Гарсію Морено, коли його було обрано на третій термін 1875 року, й винесли йому смертний вирок. Він одразу ж написав папі Пію IX, прохаючи благословити його перед інавгурацією, яку було призначено на 30 серпня. Був убитий, коли виходив з кафедрального собору Кіто, зазнавши поранень ножем і кулями, бо одночасно в нього стріляли з револьвера.